# Agrilus nelsondaimio
Agrilus nelsondaimio es una especie de insecto del género Agrilus, familia Buprestidae, orden Coleoptera.
Fue descrita científicamente por Ohmomo, en 2006.